# Малороссийка (Костанайская область)
Малороссийка (каз. Малоресей) — село в Фёдоровском районе Костанайской области Казахстана. Входит в состав Коржинкольского сельского округа. Код КАТО — 396863100.

## География
Село находится примерно в 62 км к югу от районного центра, села Фёдоровка. В 15 км к западу от села находится озеро Есенколь, в 3 км к западу — Елшибек, в 9 км к западу — Байтерек, в 2 км к югу — Обалгун, в 12 км к юго-западу — Кукамыс, в 13 км к югу — Теке, в 11 км к северо-востоку — Жарколь, в 8 км к северо-заападу — Малый Талдыколь, в 5 км к северо-западу — Сарыбаксы, в 4 км к северо-востоку — Косколь, в 4 км к северо-западу — Сарколь.

## История
Село образовано в 1903 году. До 2011 года село являлось административным центром упразднённого Украинского сельского округа.

## Население
В 1999 году население села составляло 918 человек (439 мужчин и 479 женщин). По данным переписи 2009 года, в селе проживало 388 человек (189 мужчин и 199 женщин). По данным переписи 2021 года, в селе проживало 117 человек (60 мужчин и 57 женщин).